# Рева Віталій Михайлович
```

```

Віталій Михайлович Ре́ва (нар. 25 лютого 1938, с. Якушинці Вінницького району Вінницької області — пом. 4 січня 2012, м. Київ) — український автотранспортник, державний службовець і громадський діяч. Народний депутат України першого скликання, заслужений працівник транспорту України.

## Біографія

### Освіта
Народився в сім'ї службовців, українець.
Протягом 1954–1959 років навчався у Київському автомобільно-дорожньому інституті, здобувши фах інженера-експлуатаційника автотранспорту.
1984 року закінчив Академію управління народним господарством у Москві.
Мав вчений ступінь кандидата технічних наук, був почесним професором Національного транспортного університету.

### Кар'єра
По закінченню Київського автомобільно-дорожнього інституту у 1959—1967 роках працював механіком, старшим інженером, начальником відділу, головним інженером автотранспортного підприємства м. Перм РРФСР.
З 1967 по 1975 рік обіймав посаду заступника начальника Київського обласного автоуправління, а у 1975—1988 роках — заступника начальника управління, начальника пасажирського управління, заступника міністра, Першого заступника міністра автомобільного транспорту УРСР.
У 1986 році був учасником ліквідації наслідків аварії на Чорнобильській АЕС.
У 1988–1990 роках був першим заступником Міністра транспорту УРСР.
1992 року став першим віце-президентом Української державної корпорації «Укравтотранс».
У березні 1993–1996 роках — заступник Міністра транспорту України — директор департаменту автомобільного транспорту України.

Могила Віталія Реви, Байкове кладовище

У 1997 році заснував Всеукраїнської асоціації автомобільних перевізників, яку очолював до грудня 2011 року, коли за станом здоров'я склав з себе повноваження президента ВААП.
Помер 4 січня 2012 року після тяжкої хвороби. Похований на Байковому кладовищі разом із сином (ділянка № 33).

### Родина
Був одружений. Син — радник голови правління страхової компанії «ІНГО», кандидат технічних наук Сергій Рева (1962—2022).

## Політична та громадська діяльність
Член КПРС з 1965 по 1991.
У 1990 році був висунутий кандидатом в народні депутати трудовим колективом автопідприємства 14312 м. Феодосії, і 18 березня 1990 обраний Народним депутатом України по 249-му Феодосійському виборчому округу, отримавши у 2-му турі 52,23 % голосів.
Входив до групи «За соціальну справедливість», був членом Комісії Верховної Ради України з питань розвитку базових галузей народного господарства. На цій посаді перебував до травня 1994 року.
Голова української науково-технічної спілки працівників автотранспорту та дорожнього господарства. Президент Федерації гандболу України, почесний президент Всеукраїнської асоціації автомобільних перевізників. Академік Транспортної академії України. Член колегій Державтотрансадміністрації та Головавтотрансінспекції, член Ради підприємців при Кабінеті Міністрів України, член громадської колегії Укравтодору.

## Нагороди
- Орден «Знак Пошани», 1973
- Орден Трудового Червоного Прапора, 1986
- Орден «За заслуги» ІІІ (1997)[3], ІІ (2003), І ступенів (2010)[4]
- Почесна грамота Верхової Ради України, 2003
- Заслужений працівник транспорту УРСР

Мав вісім медалей.